# Disseny gràfic de sistemes
El disseny gràfic de sistemes (GSD per les seves sigles en anglès) és un mètode de disseny, prototipatge i creació de sistemes integrats que combina programació gràfica amb maquinari COTS per simplificar el desenvolupament, donant com a resultat dissenys de gran qualitat i la possibilitat de dissenys personalitzats. D'aquesta manera algú no expert en disseny de sistemes integrats, pot fer un disseny del que necessita sense haver de recórrer a un expert. Aquesta forma de disseny es troba a un nivell més alt (d'abstracció) que el disseny de Sistemes Electrònics (ESL per les sigles en anglès). El disseny gràfic de sistemes amplia la definició de la base d'EDA a ESL per incloure altres tipus de disseny de sistemes embeguts incloent les màquines industrials i les màquines de dispositius mèdics. Moltes d'aquestes aplicacions ampliades poden ser definides com a "the long tail" o en català, la llarga cua.

## Disseny nivell-sistema
El disseny gràfic de sistemes ens permet dissenyar un sistema electrònic complet, utilitzant programari intuïtiu com són els llenguatges de programació gràfics i sense la necessitat d'haver de fer ús del maquinari que necessitarà el nostre disseny, ens permetrà crear prototips i la possibilitat de fer proves de simulació.
Els avantatges d'aquest mètode són majoritàriament el guany de temps, i l'estalvi de diners, ja que es poden descartar models que d'altra manera s'haguessin hagut de construir expressament per un elevat cost. A més, permet la ràpida comparació entre diferents models, sent l'elecció final potencialment de més qualitat comparada amb el cas que se saltés aquest pas. Presenta un temps al mercat reduït, una òptima capacitat d'expansió del sistema, una ràpida iteració del disseny i un rendiment incrementat a menor preu. En conclusió, permet als enginyers integrar senyals del món real més aviat per a detectar errors amb anticipació, reutilitzar el codis per a la seva màxima eficàcia, beneficiar-se immediatament dels avenços de la tecnologia computacional i optimitzar el rendiment dels sistemes d'una manera que sobrepassi les metodologies tradicionals de disseny.

## Relació del GSD i el ESL
El disseny gràfic de sistemes és un mètode complementari que inclou la creació de dissenys de sistemes electrònics i integrats, la seva implementació, i les eines per a simular. ESL i el GSD formen part del mateix moviment i tenen un objectiu comú: aconseguir la màxima abstracció i automatització en el disseny de cara a resoldre problemes reals d'enginyeria que se succeeixen en l'actualitat - solucionant els problemes que poden succeir durant la fase d'especificacions del sistema, de tal manera que no es produeixin durant la validació i s'hagi de tornar a passos anteriors del disseny la qual cosa generaria retards (i pèrdues de diners).

## Eines
Algunes de les eines que existeixen actualment, per a la fase de disseny, en el mercat són: Ansoft Designer, AutoCAD, CarSim, DOORS, Dymola, LabVIEW, Matlab, MSC.Adams, Multisim, SolidWorks, SPICE.
La fase de prototipatge es porta a terme mitjançant l'algorisme i implementar en el maquinari per aconseguir dissenys de gran qualitat. Una plataforma efectiva per al prototipatge inclou un llenguatge d'alt nivell, processadors en temps real, lògiques FPGA, entrades / sortides modulars i de la Propietat intel·lectual necessitada.
La fase final es basa totalment en el maquinari. Pot necessitar MPU o FPGAs.